# 高智爾球

高智爾球(英語：Wiser ball)是一種新興運動，是運動結合策略佈局的一種球類運動。
它沒有限定規格的球場，也沒有性別及年齡限制。

## 發展歷史
高智爾球是源自於古代皇室的宮廷運動，注重服裝與禮儀，因此在正式賽事中，球員需穿著正式的比賽球裝。
近代於2013年3月2日在美國正式成立第一屆世界Wiser 運動委員會，向世界推廣這項球類運動，能使其普及化。
從美國開始推廣，目前已推行到加拿大、巴拉圭、德國、中國、台灣、香港、泰國、馬來西亞及越南等十個國家。

## 基本設備

### 球
分紅、白兩色各7顆，分別以1到7來編號。

### Wiser比賽旗
分黃旗、紅旗各需10枝。旗面為等腰直角三角形，兩邊各1英呎長；而旗桿於插入地面後，露出部分高度需為2英呎。

### 繩子
以一條12米長的繩子或畫線來設定「中界線」。

## 規則
高智爾球以我隊球擊中他隊球為主要目的，一顆球被對方擊中須經過第一次擊中「初關」、第二次擊中「二關」，以及第三次被擊中才判定「出局」。兩隊輪流攻擊，直到球場上一方沒有任何的競技球時為止，或是到比賽時間終了為止。

## 競技比賽方式

### 單人對打
每隊各1名球員，每人控管 5 顆球。

### 雙人對打
每隊2名球員，每人控管3顆球。

### 團體賽
正式的WISER球賽由兩隊，每隊7名球員，每人各持一球進行對抗。以我隊的球擊中他隊的球為主要目的，哪一隊先讓對方場上不再有競技球，即獲得勝利。

## 外部連结
- 香港高智爾球總會 （页面存档备份，存于）
- 台灣高智爾球運動發展協會 （页面存档备份，存于）